# ميس واسع الأوراق
ميس واسع الأوراق (الاسم العلمي: Celtis amplifolia) هو نوع نباتي يتبع جنس الميس من فصيلة القنبية.